# Kopalnia Węgla Kamiennego Bobrek
Das Bergwerk Bobrek (polnisch Kopalnia Węgla Kamiennego Bobrek; deutsch Gräfin-Johanna-Grube) ist ein aktives Steinkohlenbergwerk im gleichnamigen Ortsteil von Bytom, Polen.

## Geschichte

### Gräfin-Johanna-Grube

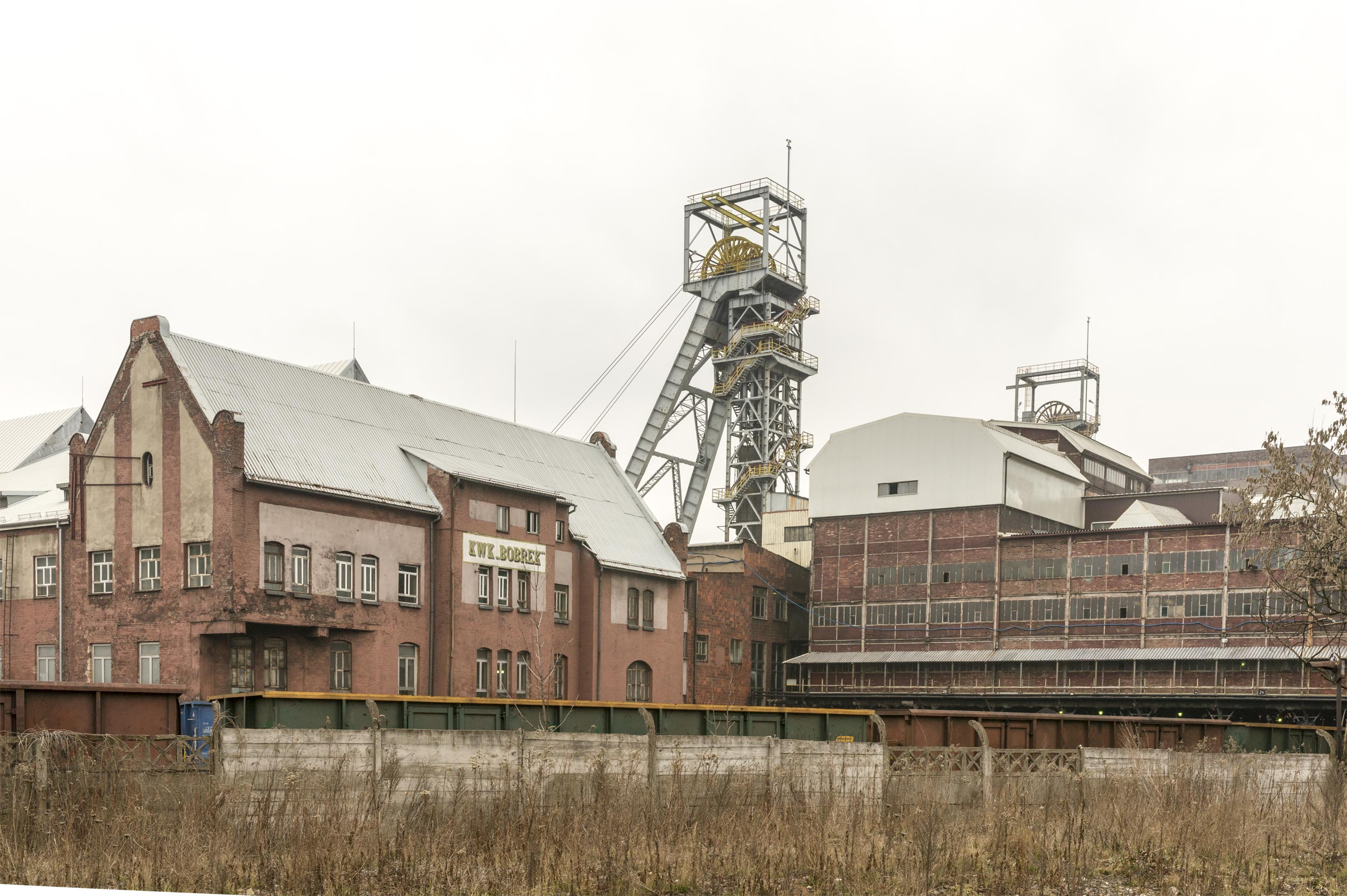
Bobrek – Förderschächte mit Verwaltung

Obwohl mit den Bergwerken Hohenzollern, Gotthard und Paulus der Schaffgotsch’sche Steinkohlenbesitz um die Wende vom 19. zum 20. Jahrhundert schon gut erschlossen war, errichtete man zwischen 1907 und 1908 nordwestlich der bisherigen Anlagen eine neue Zeche und nannte sie zu Ehren der Adoptivtochter von Karl Godulla, Johanna Gryzik, Gräfin-Johanna-Grube. Sie war bis zur Teilung Oberschlesiens im Jahr 1922 Teil des Bergwerks Paulus-Hohenzollern. Die hier geförderte Kohle diente fast ausschließlich der Stromerzeugung im unmittelbar benachbarten Kraftwerk Szombierki.
Zunächst wurde der „Graf-Hans-Schacht“ (heute „Bolesław“) mit 440 m (Doppelförderung, Seilfahrt, einziehender Wetterschacht) niedergebracht und über ihn konnte 1910 die erste Kohle zu Tage geholt werden; bald kam der Schacht „Gräfin-Johanna“ (heute „Jozéf“) mit 440 m (gleiche Funktionen wie „Graf-Hans“) hinzu. Die Förderung betrug anfänglich 20.625 Jahrestonnen, die Belegschaft umfasste 400 Mitarbeiter.
Bis zum Beginn des Ersten Weltkriegs ging der weitere Ausbau rasch vonstatten, so dass trotz kriegsbedingter Einschränkungen 1916 über eine halbe Million Tonnen Kohle gefördert werden konnte.
Wie auf zahlreichen anderen Anlagen brachte die Weltwirtschaftskrise auch hier Rückschritte, jedoch zog die Produktion im Rahmen der Vorbereitungen auf den Zweiten Weltkrieg wieder an und erreichte am Vorabend des neuen Krieges 3 Mio. Jahrestonnen. In diesem Zeitraum verfügte das Bergwerk neben den genannten Förderschächten noch über den Johannaschacht (ausziehender Wetterschacht) mit 327 m der ehemaligen Elisabethgrube.

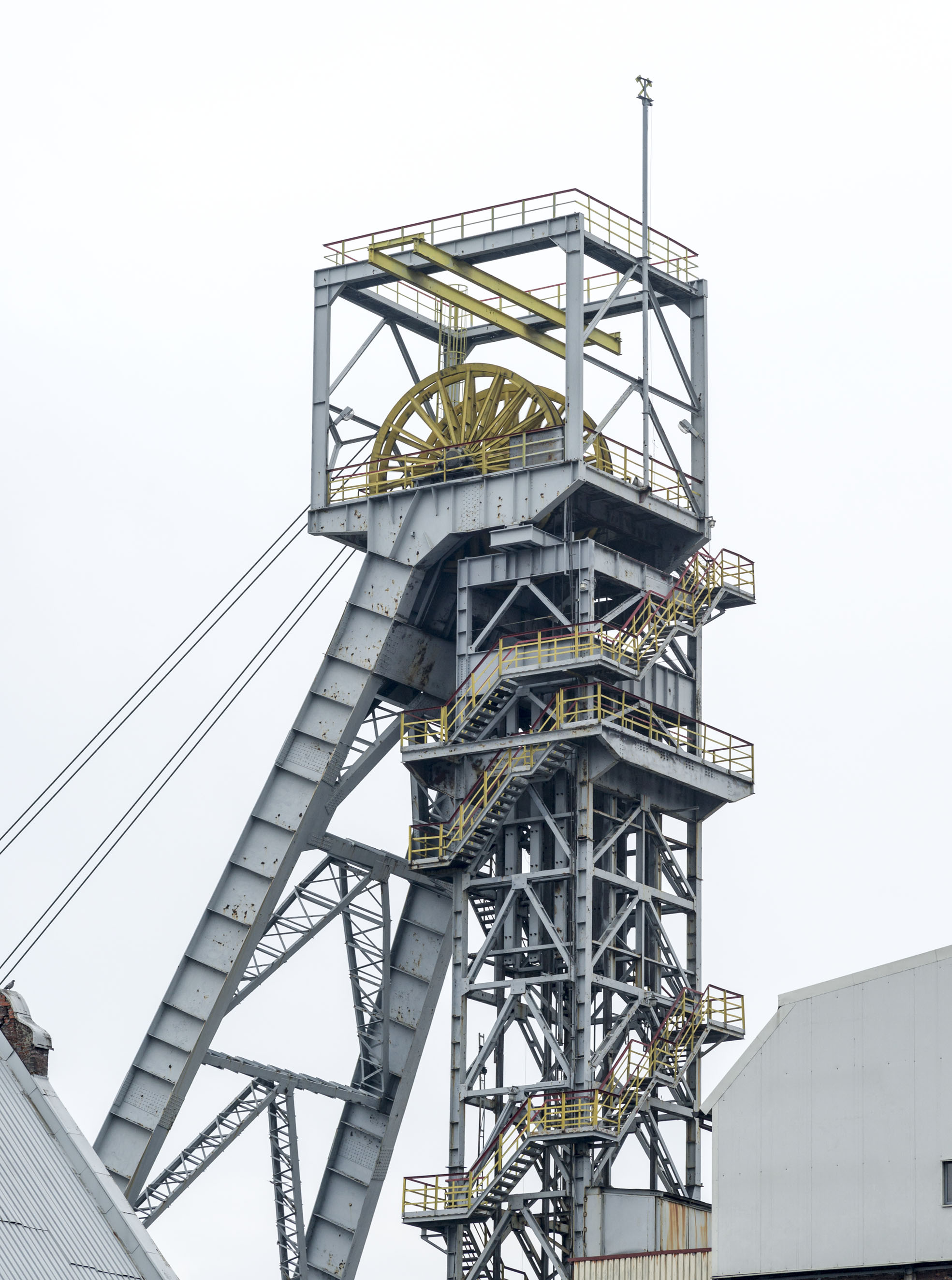
Gerüst Schacht Bolesław

Im Zweiten Weltkrieg selbst war das Bergwerk gezwungen, seine Produktion drastisch zu erhöhen, ohne zugleich die notwendigen Infrastrukturmaßnahmen durchführen zu können. 1943 erreichte die Grube mit 12.000 Tonnen Kohle pro Tag ihren bis heute absoluten Höchststand.

#### Bergwerk Berve

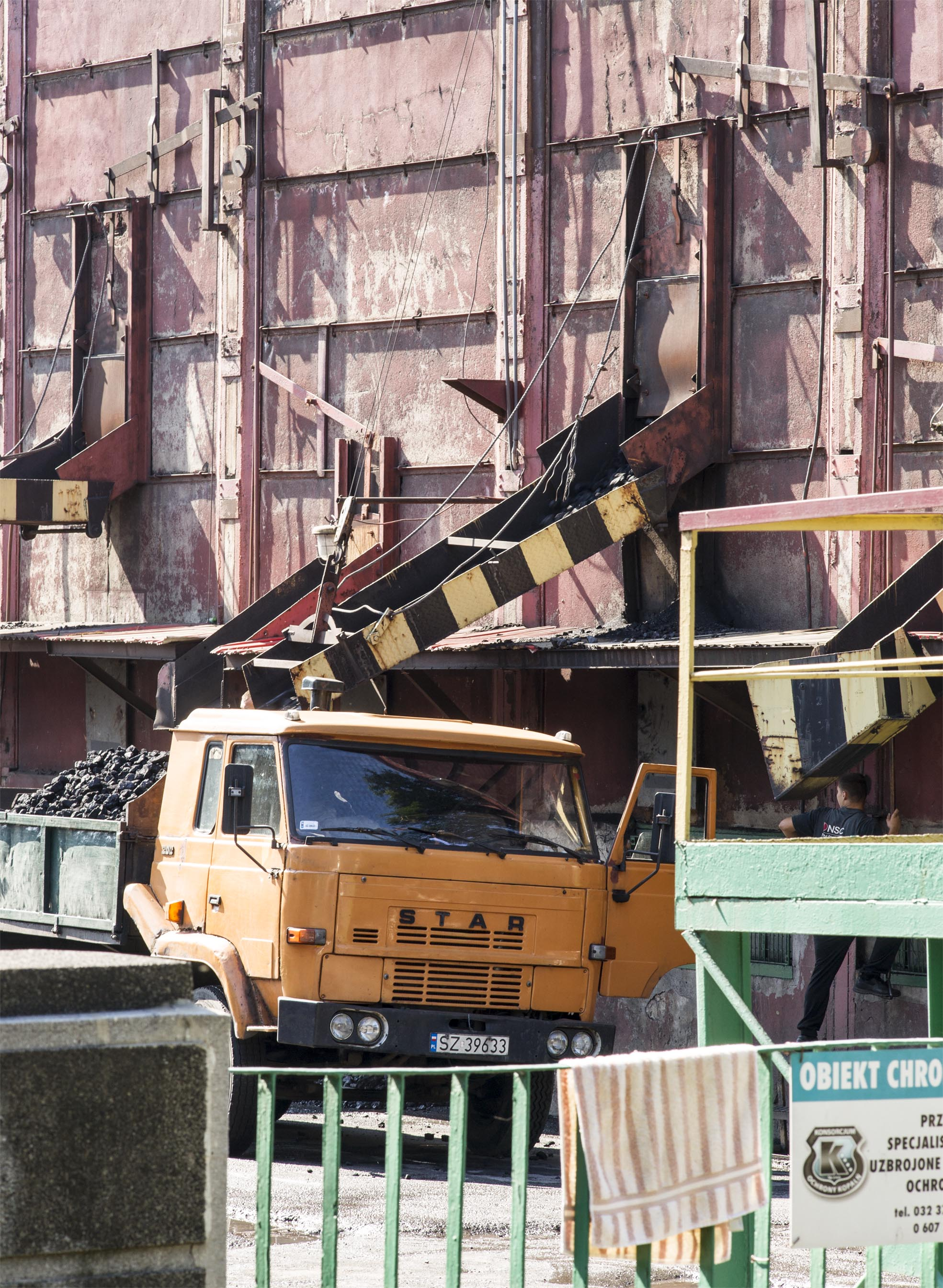
Landabsatz

Im April 1938 ging westlich von Bytom-Bobrek der „Berveschacht“ mit 300 m Teufe im Besitz der Familie Schaffgotsch als eigenständiges Bergwerk in Förderung. Zu ihm gehörte als weiterer Schacht „Stephan“ mit 291 m. Bereits im nächsten Jahr verlor die Anlage ihre Selbstständigkeit und wurde Teil der Gräfin-Johanna-Grube.

### KWK Bobrek
1945 erhielt das Bergwerk den Namen Bobrek (deutsche Bezeichnung Menyanthes) und wurde von der Ruda ZPW verwaltet.
Die ersten Nachkriegsjahre waren von großen Schwierigkeiten geprägt, weil diese Schachtanlage – wie andere Zechen auch – im Krieg auf Verschleiß gefahren worden war und wichtige Vorrichtungen unterblieben waren. Außerdem fehlte es oft an geeignetem Reparaturmaterial.
Erst in den 1960er Jahren kam es zu nennenswerten Investitionen in eine neue Kohlenwäsche, eine neue Kaue und eine zeitgemäße Lampenstube. Daraufhin stabilisierte sich die Produktion der Anlage auf ca. 2,5 Mio. t Kohle pro Jahr.
Ein schwerer Unfall ereignete sich am 7. September 1975, als es zu so großen Bodensenkungen im Schachtbereich kam, dass das 38 m hohe Fördergerüst über Schacht Bolesław zusammenstürzte.
Auch auf Bobrek kam es wie auf vielen anderen Bergwerken Oberschlesiens 1981/1982 zu Auseinandersetzungen zwischen dem Militär und der Belegschaft.

### Fusionen mit anderen Bergwerken
Die 1990er Jahre waren eine Phase tiefgreifender Umstrukturierungen, Zusammenlegungen und Stilllegungen im polnischen Bergbau, die auch die Zechen im Bereich der Stadt Bytom betrafen.
Am 1. März 1993 wurde die Zeche Bobrek Teil der Bytom Coal Company und sukzessive sowohl mit Szombierki (1. September 1993) als auch mit Miechowice (1. Januar 1997) vereinigt.

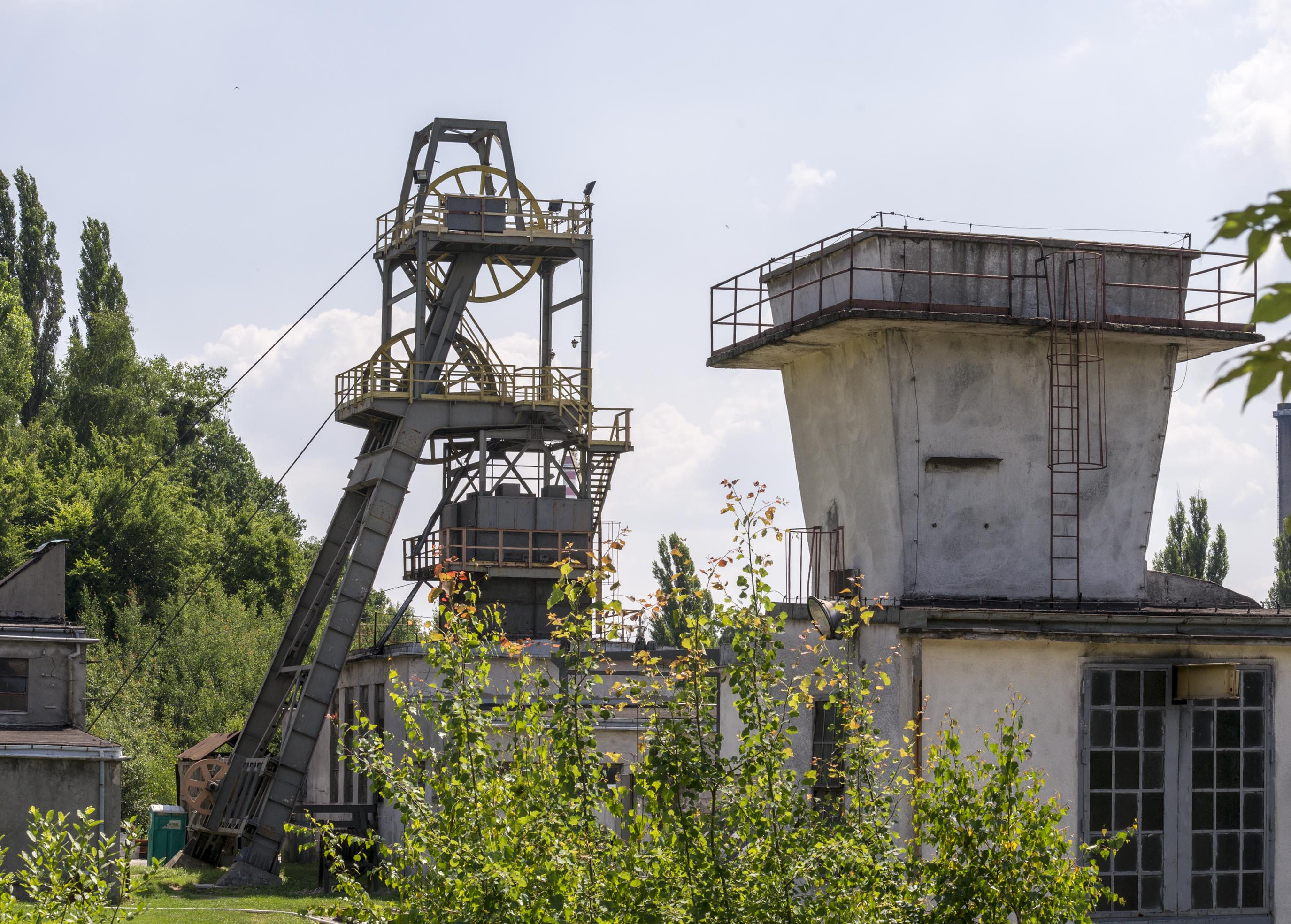
Wetterschacht Zbigniew

Das neue Verbundbergwerk behielt eine Zeitlang seinen Namen und hieß zwischenzeitlich Bobrek-Miechowice bzw. Bytom III. Bereits nach zwei Jahren erfolgte die nächste Umstrukturierung durch die Stilllegung von Miechowice und schließlich am 1. Januar 2005 die Zusammenlegung mit Karsten-Zentrum zum Bergwerk Bobrek-Centrum unter Regie der Kompania Węglowa S.A.

## Gegenwart
Im Rahmen des Verkaufs der Zeche von der KWSA an die Węglokoks SA im April 2015 wurde der Verbund von Bobrek und Centrum wieder rückgängig gemacht und Centrum stillgelegt. Der wichtigste Grund für diese neue Strukturmaßnahme war, dass im 1. Halbjahr 2014 das Verbundbergwerk Bobrek-Centrum mit 3110 Arbeitern einen Verlust von 100,96 zł pro geförderter Tonne Kohle einfuhr. Ein Teil dieser hohen Verluste ist möglicherweise darauf zurückzuführen, dass die Teilanlage Karsten-Centrum unter der Stadt Bytom Kohle abbaute und es dort zu erheblichen Bergschäden kam.
Bobrek verfügt aktuell noch über ein Abbaugebiet von 7,8 km², in dem noch 16,5 Mio. t Steinkohle geschätzt werden.
Aktuell hat das Bergwerk fünf Schächte:
- Józef mit einer Tiefe von 870 m (Material- und Wetterschacht)
- Bolesław mit einer Tiefe von 779 m (Hauptförderschacht)
- Zbigniew mit einer Tiefe von 758 m (ausziehender Wetterschacht, Spülversatz)
- Ignacy mit einer Tiefe von 642 m (ausziehend)
- John 742 m (einziehend)

Die Hebekapazität von Bołeslaw beträgt 14.000 t/Tag.
Auf Bobrek gibt es heute zwei Fördersohlen, die 726-m- und die 840-m-Sohle. Ein Teil der Produktion wird direkt auf dem Schienenweg zur benachbarten Kokerei Jadwiga transportiert und dort verarbeitet.

## Förderzahlen
1938: 3,20 Mio. t; 1970: 2,53 Mio. t; 1979: 2,60 Mio. t